# Crkva Gospe od Ružarija u Drnišu
Župna crkva Gospe od Rožarija jest crkva u Drnišu koja je građena od 1871. do 1886. godine. 
U općini Drniš  odlučeno je  izgraditi  novu i  veću crkvu 1846. godine, stoga  je poslan zahtjev tadašnjem poglavarstvu u Zadru za odobrenje gradnje. Okružno poglavarstvo odobrilo je zahtjev Drnišu i obavijestilo i državne vlasti. Ovlašten je inženjer za idejni projekt građevine. Kamen temeljac blagoslovio je župnik fra Stjepan Zlatović  21. svibnja 1871. godine.
Crkva je sagrađena u (neo)romaničkom slogu,  riječ je o trobrodnoj centralnoj građevini jednostavna uređenja.
Radovi  kreču  1878. uz pomoć češkog arhitekta Ivana Kuzela. Crkva je dobila je  novi krov 1882., bez inventara  i opreme. Crkveni odbor tražio je novčanu pomoć od austro-ugarskog cara Franje Josipa. Franjo  Josip za  kupnju oltara donira  iz svoje riznice 300 kruna. U srpnju 1884. ugrađen je oltar. Crkva se boji 1885. godine, da bi  9. svibnja 1886. šibenski biskup održao je blagoslov župne crkve. Župljani  formiraju  pjevački zbor 1892. i  nabavljaju  orgulje 1897. 1932.  godine je  počelo  oslikavanje unutrašnjosti Crkve uz pomoć akademskog slikara iz Livna, Vladimira Marjanovića.